# 法界節
法界節（ほうかいぶし）とは、明治から昭和初期にかけて法界屋が門付で、月琴などを演奏しつつ歌った曲。明治20年代を代表する流行歌だった。

## 概説

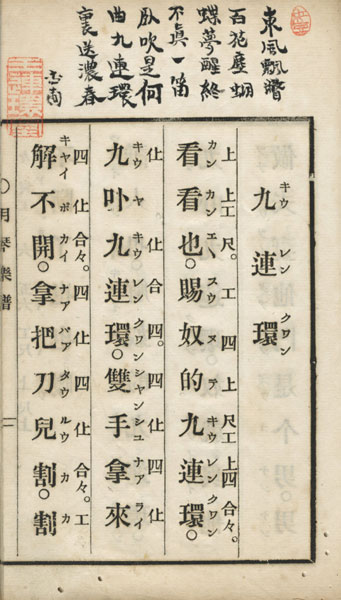
九連環の月琴用楽譜・工尺譜。九連環は中国の知恵の輪

原曲は清楽の恋歌「九連環」。明治時代前半に流行した明清楽の中で最も人気を集めたのがこの「九連環」で、歌詞の中で「ホーカイ」という語句を繰り返すことから、「ホーカイ節」の呼称が生まれた(「法界」は当て字)。「ホーカイ」の意味は不明。原曲「九連環」の歌詞(中国語)の「不開」という字句をふまえるという説もある。
法界節は、当初、長崎流の明清楽（唐人節）ということで長崎節とも言われた。一説によると、明治20年ごろ、長崎の花街・丸山新地で「丸山芸者はなぜ遅い　来るとそのままお雛さん　ホーカイ　そのくせ気軽に転びます　三味線枕」という法界節が流行り、これをきっかけに1年もたたないうちに全国に広まったという。当初は書生崩れの素人が生活のために歌って回っていたが、次第に芸人が門付するようになっていき、宿車屋（人力車夫）や女中、職人などにとくに好まれたという。
歌詞や旋律には様々なバージョンがある。明清楽によく用いられた月琴や胡弓に尺八の合奏もなされた。
【歌詞】
春風に、庭に綻ぶ梅の花。鶯、止まれや。あの枝に。ささ、ホーカイ。
そちが囀りゃ、梅が物言う心地する。ホーカイ、ホーカイ。
(旋律を試聴する)

## 法界節からの変化
この「法界節」をもとに、後に演歌「新法界節」「さのさ節」「むらさき節」、新民謡「鴨緑江節」など、さまざまな歌に発展した。
さのさ節は明治31年ごろから流行しはじめ、大正初めころまで大いに流行り、その後も花柳界などのお座敷唄として歌い継がれている。明治32年に吉原遊廓で歌われた法界節に「私等に色ができれば煮豆に花よ　焼いた肴が泳ぎ出す　ササ出るえー　床にかけたよねえ　達磨さんに足が生えて飛脚する　サノサ」というものがあり、法界節のホーカイホーカイの部分がササホーカイになり、転じてサノサに変化していった。法界節の変化形の中でさのさ節がもっとも流行し、法界節のあとを受けて明治30年代には流行歌の王座となった。

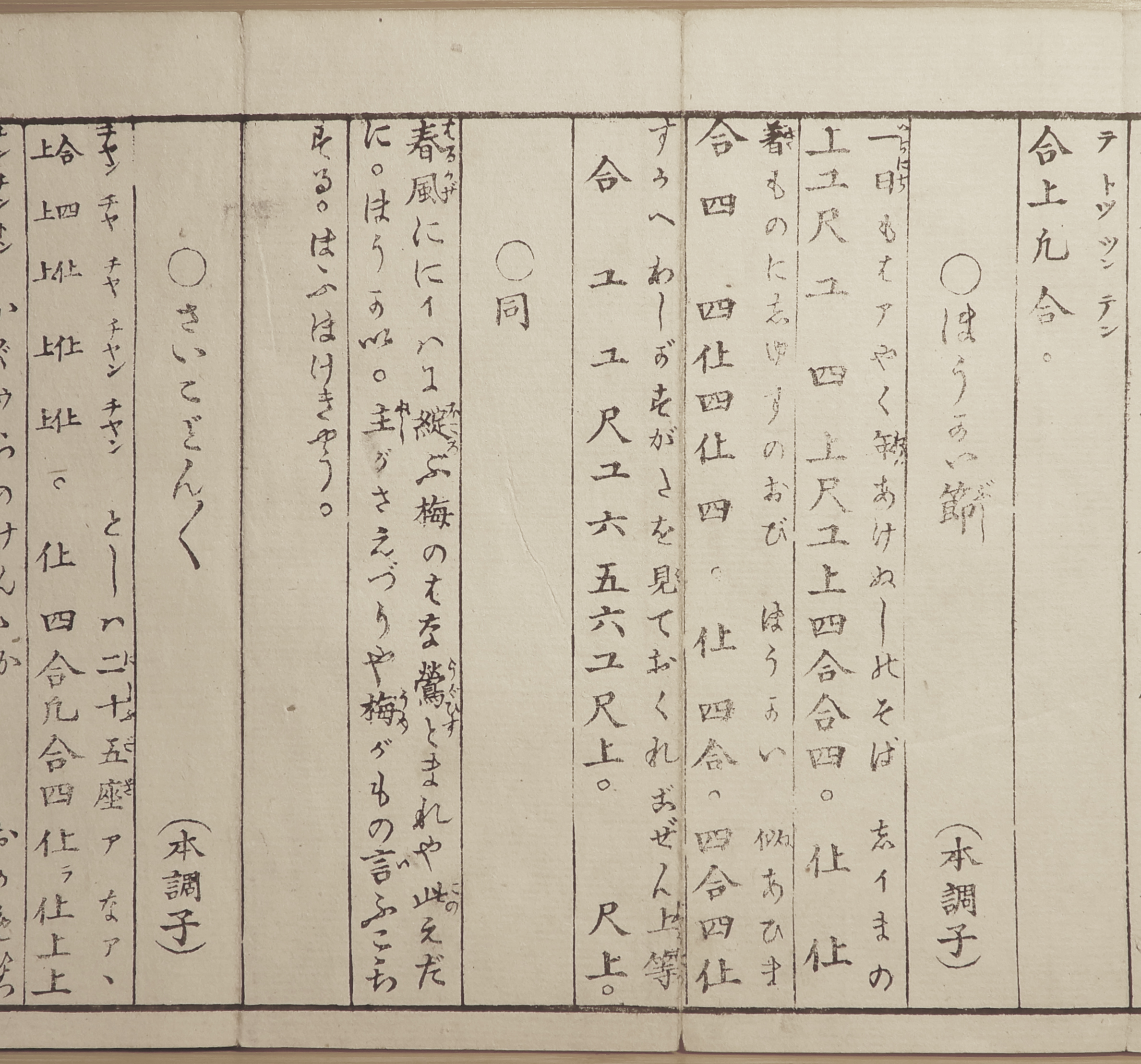
法界節の工尺譜。清楽「九連環」の旋律と同じであることに注意。鈴木萬次郎『月琴雑曲独稽古』1897年刊より。